# Sebastian Fesser
Sebastian Fesser (* 1977 in Lehrte) ist ein deutscher Autor, Schauspieler und Immobilien-Experte. Er war Mitglied des ersten deutschen Bürgerrats von der Bundesregierung und dem Deutschen Bundestag.

## Leben
Sebastian Fesser wuchs in Lehrte auf. Nach einer Ausbildung bei der Deutschen Bank AG und der Volksfürsorge AG widmete er sich zunächst beruflich dem Immobiliensektor und etablierte sich als Makler und Gutachter in Hannover. Er ist Eigentümer des legendären Coyote X aus der US-Serie Hardcastle & McCormick. Seit 2019 ist er mit der deutschen Radiomoderatorin und Hörspiel-/Synchron-Sprecherin Janina Fesser verheiratet.

## Tätigkeit als Immobilienexperte
Fesser ist als Immobilienmakler und Sachverständiger für Immobilienbewertung in Hannover tätig. Er ist Inhaber eines eigenen Maklerunternehmens. In zahlreichen Medienbeiträgen wurde er als Experte für den Immobilienmarkt vorgestellt (Stern, taff, uva.)

## Autorenschaft
Fesser veröffentlichte sowohl Fachbücher als auch belletristische Werke. Sein erstes Buch, Highspeed Money – Mein Leben auf der Überholspur (2012), sorgte wegen der deutlichen Sprache für kontroverse Diskussionen. Im Fachbereich Immobilien veröffentlichte er Titel wie 3-2-1 verkauft – Das Märchen vom einfachen Immobilienverkauf, Haifischbecken Immobilienverkauf und Statt Schampus und Cabrio. Darüber hinaus engagiert er sich als Herausgeber und Autor von Anthologien, etwa Schicksalssommer – von heiter bis tödlich, einer Spendenanthologie zugunsten des Bollerwagen-Cafés in Hannover.

## Schauspielkarriere
Fesser wirkte in mehreren Film- und Fernsehproduktionen mit. Zu seinen bekanntesten Rollen zählen Auftritte in Fake-News – The bloody Truth (2023) sowie Timebreakers und die rätselhaften Grabzeichen (2018). Er ist Mitglied der Kurzfilmschmiede.

## Mitgliedschaft im Bürgerrat
Sebastian Fesser war Mitglied des ersten deutschen Bürgerrats der Bundesregierung und des Deutschen Bundestags. Im Rahmen des Bürgerrats Ernährung im Wandel arbeitete er an Empfehlungen zur Ernährungs- und Lebensmittelpolitik mit.

## Bibliographie
- Highspeed-Money – Mein Leben auf der Überholspur. BoD – Books on Demand, 2010, ISBN 3-8370-8576-7.
- Statt Schampus und Cabrio. ImmobilienFachVerlag, 2022, ISBN 3-9819046-8-0.
- Lass sie mal machen: Kurzgeschichtensammlung. Selbstverlag, 2023, ISBN 978-3-9824651-3-5.
- Ihmezentrum: Als hätte ein Gebäude eine ganze Stadt verschluckt. Eine Anthologie. Klassenbuch Verlag, 2023, ISBN 3-00-073301-9.
- Schicksalssommer – von heiter bis tödlich. DeWinter Waldorf Glass, 2024, ISBN 978-3-9865001-6-0.
- Wundervolle Tiere und ihre Welten. Tredition, 2024, ISBN 978-3-384-44460-8.
- Emma und das Geheimnis der magischen Kamera. Selbstverlag, 2024, ISBN 979-83-4292539-6.
- Gebäudetüv nach DIN 94681 – Ein kurzer Leitfaden. Selbstverlag, 2025, ISBN 979-83-1744957-5.
- Umweltgifte in Wohnräumen: Wenn Wohnen krank macht. Selbstverlag, 2025, ISBN 979-83-1110284-1.
- Ey, was ist letzte Preis? – Psychologie, Taktik und Timing – Strategien für den besseren Immobilien-Deal. Selbstverlag, 2025, ISBN 979-82-8053894-8.

## Filmographie
(Quellen:)

### 2011
- Vollpension – Hauptrolle als Carsten Oppermann, Regie: Ivan Cetcovic, norddeichTV, Sender: RTL
- Musikvideo TMB-Crew feat. Adrian Vernet – Geil 2k11 – Rolle als „Chef“, Regie: Sascha Ende, openPS

### 2012
- Das Wunschkind – Hauptrolle als Sven Kullmann, Regie: Oliver Bügener, norddeichTV, Sender: VOX
- Grosse Liebe gesucht – Hauptrolle als Heiko Siebold, Regie: Ludger Hoffmann, filmpool, Sender: RTL2
- Bad Hair Day – Hauptrolle als Gerrit Meyer, Regie: Donatus Vogt, norddeichTV, Sender: RTL

### 2013
- Familienauto – Darsteller als Jens Münter, Regie: Jochen Köhler, janus TV, Sender: kabel1
- Die geheimen Gesetze einer Geiselnahme – Darsteller als männliche Geisel (mit Text), Regie: Rebecca Landshut, wdw productions/TVN Group, Sender: RTL2
- Der übereifrige Koch – Hauptrolle als Lebensmittelkontrolleur Jörg Richards, Regie: Claudia Bramstedt, janus TV, Sender: kabel1
- Mein dunkles Geheimnis – Der Babyhasser – Hauptrolle als Daniel Kleinert, Regie: Claudia Weisener, schwartzkopff TV, Sender: SAT1
- Urlaub mit einem Unbekannten – Protagonist als „Der Unbekannte“
- Kinofilm Das MASONIA-Projekt (3D) – Nebenrolle als Leiche, Regie: Nadine Pomes, Norbert Peter, Alexander Katsirntakis, openPS/xineloyd GmbH
- Das Medienexperiment (AT) – Protagonist als Sebastian Fesser (selbst), Regie: Mia Avelon, FAKK!, Sender: RTL
- Das Messi-Haus von Coppenbrügge / Bruchbude zu verkaufen – Das Horrorhaus von Coppenbrügge – Hauptprotagonist als Sebastian Fesser (selbst), Regie: Maira Pelaez Avila, kamerazwei GmbH, Sender: SAT1
- Kurzfilm: Ein Abend Ewigkeit – Darsteller als Kellner, Regie: Constantin Maier, motion artwork
- Kurzfilm: Blutmütter – Darsteller als Matthias, Regie: Maximilian Krug, SelonFischer
- Die neue Schwiegertochter – Hauptrolle als Daniel Steinbrück, Regie: Klaus Larisch, norddeichTV, Sender: RTL
- Dreimal Regen (AT) – Darsteller als Tonmeister, Regie: Tanja Schwerdorf, TamTam Film GmbH, Hamburg
- Kinofilm: The Surprise (D/NL) – Darsteller als Nachbar von Anna de Koning, Regie: Mike van Diem, RIVA-Film

### 2014
- Die getunte Edelkarosse – Darsteller als Martin Hensler, Regie: Jochen Köhler, janus TV, Sender: kabel1
- PALINDROM – Hauptdarsteller als Der Gejagte, Regie: Patrick A. Kompio, Kurzfilmschmiede
- Werbefilm – breakoffshirt – Hauptdarsteller als Besorgter Vater, Regie: Norbert Peter, xinelloyd GmbH
- Kinofilm: The breed of the clones – Hauptrolle als Bruder, Regie: Alexander Katsirntakis
- Liebe ohne Grenzen – Hauptrolle als Markus Kluge, Regie: Katja Sassmannshausen, norddeichTV, Sender: RTL

### 2016
- Dach über dem Kopf – Hauptrolle als Dr. Ulrich Renken, Regie: Claudia Wiesener, filmreif.tv, Sender: SAT1
- Das Feng-Shui-Baby – Hauptrolle als Thomas Pietsch, Regie: Micael Kaleve, talpaGermany, Sender: SAT1
- Der verletzte Stalker – Hauptprotagonist als Fernando Reuss, Regie: Kerstin Dittmann, norddeichTV, Sender: RTL
- Juwelier raubt Banken aus – Hauptprotagonist als Oliver Plossl, Regie: Dr. Dirk Scharrer, UFAfiction GmbH, Sender: RTL
- KADENZ – Pilotplot – Hauptprotagonist als „Alex – Der Ökonom“, Regie: Martin König, FMPC
- Fahndung Deutschland – Einbruch in der Schlackenmühle – Hauptprotagonist als unbekannter Einbrecher, Regie: Achim Schregele, Vision Süd/Uptown Media GmbH & Co. KG, Sender: SAT1
- Fahndung Deutschland SPEZIAL – Der Mord an Jasmin Stieler – Hauptprotagonist als unbekannter Mörder, Regie: David Donocik, Uptown Media GmbH & Co. KG, Sender: SAT1
- AKTE2016 – Reporter decken auf: Der Mord an Sabine Bittner – Doppelrolle als „Der unbekannte Mordverdächtige“/Polizist, Regie: David Donocik, Uptown Media GmbH & Co. KG, Sender: SAT1
- Blaulichtreport Notruf aus der Garage – Hauptrolle als Basti Webmeier, Regie: Daniel Stulgies, norddeichTV, Sender: RTL
- Kurzfilm: RADIO (Special-Version) – Nebenrolle als Klaus, Regie: Ingo Frenzel, Pirate Movie

### 2017
- Blaulichtreport Einsatz gegen häusliche Gewalt offenbart brisantes Geheimnis – Hauptrolle als Konstantin Webers, Regie: Merza Duderi, norddeichTV, Sender: RTL
- Kurzfilm: Blind Date – Hauptrolle als Bryan, Regie: Robert Wolff

### 2018
- Timebreakers 2 – Die rätselhaften Grabzeichen – Nebenrolle als Staatsanwalt Dr. Johannes Bittner, Regie: Niels Marquardt, Heidekreis Film
- Schlimmes Mobbing gegen Lehrerin – Darsteller als Dr. Andreas Heinemann, Regie: Aaron Kojn, reccut GmbH
- Kino-Produktion: Solid-Beach (360°) – Darsteller als Lover Heinz, Regie: Motte Janssen, GorillaMedien
- Kinofilm: Highspeed Money – Mein Leben auf der Überholspur – Hauptrolle als Tom, Regie: Alex Katsirntakis
- Kurzfilm: BIONIC – Hauptrolle, Regie: Robert Wolff
- Roll with the changes – Hauptrolle als David, Regie: Alexander Katsirntakis, artfilmer

### 2019
- Timebreakers 3 – Nebenrolle als Staatsanwalt Dr. Johannes Bittner, Regie: Niels Marquardt, Heidekreis Film
- Kurzfilm: Love → Death – Darsteller als Klaus, Regie: Patrick Kompio, Kurzfilmschmiede

### 2020
- Kurzfilm: The Expulsion – Darsteller als „Der Arzt“, Regie: Alexander Katsirntakis, artfilmer